# Moviment Demòcrata
El Moviment Demòcrata (en francès Mouvement Démocrate; MoDem) és un partit polític francès creat per François Bayrou per tal de presentar-se a les eleccions presidencials franceses de 2007, amb membres procedents de la Unió per a la Democràcia Francesa. És un partit centrista social liberal amb arrels cristianes. També és fortament europeista, defensant el federalisme europeu.

## Història

### Context polític previ
La Unió per a la Democràcia Francesa, fundada en 1974, havia col·laborat activament amb els partits majoritaris de centredreta (primer el RPR, i posteriorment la UMP) fins que, sota l'últim mandat de Jacques Chirac (2002-2007) i després d'una greu crisi, Bayrou va deixar de donar suport incondicionalment la dreta per a situar-se en una posició equidistant entre la Unió pel Moviment Popular i el Partit Socialista. D'aquesta manera, Bayrou es va presentar a les eleccions presidencials franceses de 2007, on va obtenir uns resultats tres vegades millors que en les passades (un 18,57% dels vots), la qual cosa va ser aprofitat per a crear un nou partit polític abans de les eleccions legislatives de juny per a poder presentar-se independentment de la UMP.
Bayrou, que no va passar a la segona volta, va declarar en una conferència de premsa a París el 25 d'abril (uns dies abans de la segona volta): 
| « | Els francesos trobaran per a representar-los una força d'oposició, lliure, capaç de dir sí si l'acció va en el bon sentit i no si va pel mal camí. Capaç, dit d'altra manera, de fer sortir a la política dels reflexos de sempre a favor o sempre en contra, per a defensar l'interès general. (...) El partit demòcrata defensarà la idea que la responsabilitat de França i d'Europa s'ha d'exercir en particular en l'àmbit de la lluita contra l'escalfament climàtic del planeta, de la defensa de la biodiversitat i del desenvolupament del tercer món, particularment d'Àfrica. Aquest nou partit defensarà la democràcia, com portadora de valors i com ideal, considerant que aquests són els valors que donen sentit a la vida dels homes i a la societat de la qual ells formen part. | » |

Abans d'això, Nicolas Sarkozy ha anat fent picades d'ullet als militants centristes pretenent la seva inclusió en la UMP, objectiu en part assolit, perquè dels 29 parlamentaris centristes en l'Assemblea General, tan sols 7 han romàs amb Bayrou mentre que els 22 restants han donat el seu suport a la UMP (el més conegut d'ells és Gilles de Robien). Posteriorment, diversos polítics de la UDF, al no estar d'acord amb la fundació del Moviment Demòcrata, van crear el Nou Centre, liderat per Hervé Morin, i que forma part de la majoria presidencial de Sarkozy.

### Fundació
El Mòdem va ser presentat el 10 de maig per Bayrou, el qual anés el tercer candidat més votat en les presidencials d'abril (amb un 18,57% dels vots). Aquest mateix dia es va anunciar que s'havien realitzat més de 22.000 sol·licituds d'afiliació. El seu congrés fundacional se celebrarà la pròxima tardor.
El 15 de maig de 2017 formà part del Primer govern Philippe amb La República en marxa! (LREM), Partit Radical d'Esquerra (PRG), Cap sur l'avenir (CSA) i dissidents d'Els Republicans i Partit Socialista.

### Afer dels assistents parlamentaris de Modem
Després de les eleccions legislatives franceses de 2017 esclatà l'Afer dels assistents parlamentaris de Modem per les sospites que MoDem va ocupar de manera fictícia als assistents parlamentaris dels eurodiputats del partit al Parlament Europeu, i va provocar la dimissió de la ministra de defensa Sylvie Goulard, el ministre de Justicia François Bayrou, la ministra d'Afers europeus, Marielle de Sarnez i Richard Ferrand, Ministre de Cohesió Territorial.
Després de l'escandol es va formar un nou govern Philippe format per La República en marxa! (LREM), MoDem Partit Radical d'Esquerra (PRG) i dissidents d'Els Republicans i Partit Socialista.

## Resultats electorals

### Presidencials
Inclosos els resultats de 2002 i 2007 en les quals el fundador de MoDem, François Bayrou, es va presentar com a candidat de la Unió per a la Democràcia Francesa (UDF).
| Any  | Candidat                 | 1a volta                 | 1a volta                 | 1a volta                 | 2a volta                 | 2a volta                 | 2a volta                 | Resultat |
| Any  | Candidat                 | Vots                     | %                        | Pos.                     | Vots                     | %                        | Pos.                     | Resultat |
| ---- | ------------------------ | ------------------------ | ------------------------ | ------------------------ | ------------------------ | ------------------------ | ------------------------ | -------- |
| 2002 | François Bayrou          | 1,949,170                | 6.84                     | 4t                       | N/D                      | N/D                      | N/D                      | Derrota  |
| 2007 | François Bayrou          | 6,820,119                | 18.57                    | 3r                       | N/D                      | N/D                      | N/D                      | Derrota  |
| 2012 | François Bayrou          | 3,275,122                | 9.13                     | 5è                       | N/D                      | N/D                      | N/D                      | Derrota  |
| 2017 | Suport a Emmanuel Macron | Suport a Emmanuel Macron | Suport a Emmanuel Macron | Suport a Emmanuel Macron | Suport a Emmanuel Macron | Suport a Emmanuel Macron | Suport a Emmanuel Macron | Elegit   |
| 2022 | Suport a Emmanuel Macron | Suport a Emmanuel Macron | Suport a Emmanuel Macron | Suport a Emmanuel Macron | Suport a Emmanuel Macron | Suport a Emmanuel Macron | Suport a Emmanuel Macron | Elegit   |

### Eleccions legislatives
A les eleccions de 2022 s'integren a les llistes d'Ensemble!, per tal de donar suport a Emmanuel Macron.
| Any  | Lider           | 1a volta                  | 1a volta                  | 2a volta                  | 2a volta                  | Escons   | +/− | Pos. | Govern   |
| Any  | Lider           | Vots                      | %                         | Vots                      | %                         | Escons   | +/− | Pos. | Govern   |
| ---- | --------------- | ------------------------- | ------------------------- | ------------------------- | ------------------------- | -------- | --- | ---- | -------- |
| 2007 | François Bayrou | 1,981,107                 | 7.61                      | 100,115                   | 0.49                      | 3 / 577  | 24  | 9è   | Oposició |
| 2012 | François Bayrou | 458,098                   | 1.77                      | 113,196                   | 0.49                      | 2 / 577  | 1   | 10è  | Oposició |
| 2017 | François Bayrou | 932,227                   | 4.12                      | 1,100,656                 | 6.06                      | 42 / 577 | 40  | 3r   | Majoria  |
| 2022 | François Bayrou | Dins de la coalició Junts | Dins de la coalició Junts | Dins de la coalició Junts | Dins de la coalició Junts | 48 / 577 | 8   | 5è   | Minoria  |
| 2024 |                 | Dins de la coalició Junts | Dins de la coalició Junts | Dins de la coalició Junts | Dins de la coalició Junts | 33 / 577 | 15  | 6è   | Minoria  |

### Parlament Europeu
Al 2014 integren la candidatura L'Alternativa, juntament amb l'UDI, que aconsegueix set eurodiputats, cinc dels quals són del partit. Al 2019 participen a la coalició liderada per Renaissance, aconseguint cinc eurodiputats dels 23 de la llista.
| Any  | Vots                           | %                              | Pos. | Escons | +/− | Grup |
| ---- | ------------------------------ | ------------------------------ | ---- | ------ | --- | ---- |
| 2009 | 1,455,841                      | 8.46                           | 4t   | 6 / 72 | 5   | ALDE |
| 2014 | Dins la coalició L'Alternativa | Dins la coalició L'Alternativa | 4t   | 4 / 74 | 2   | ALDE |
| 2019 | Dins de la coalició Junts      | Dins de la coalició Junts      | 2n   | 5 / 79 | 1   | RE   |
| 2024 | Dins de la coalició Junts      | Dins de la coalició Junts      | 2n   | 3 / 81 | 2   | RE   |